# Lemgow
Lemgow est une municipalité allemande du land de Basse-Saxe et l'Arrondissement de Lüchow-Dannenberg. En 2014, elle comptait 1 380 hab.

## Source
- (de) Cet article est partiellement ou en totalité issu de l’article de Wikipédia en allemand intitulé « Lemgow » (voir la liste des auteurs).